# Крутая (балка)
Крутая — балка левого притока водного бассейна реки Саксагань.

## Характеристики
Длина балки составляет более 10 км. Имеет несколько значительных ответвлений, один из которых левосторонний приток — Волчья балка. В средней части наблюдаются известняковые обнажения, в нижней части имеется небольшой водоток, подпитываемый источниками подземных вод верхнесарматских отложений. Склоны балки по большей части задернованы — во многих местах есть остатки целинных разнотравно-типчаково-ковыльных степей. В балке несколько запруд и песчаный карьер заполненный водой.

## Географическое положение
Балка начинается в Софиевском районе возле села Весёлое Поле, заканчивается в районе села Новоивановка Криворожского городского совета. Водосток впадает в Крэсовское водохранилище на реке Саксагань.